# North Littleton
North Littleton är en by i Worcestershire, England. Byn är belägen 6 km från Evesham. Orten har 549 invånare (2018).